# Pantariste
Na mitologia grega, Pantariste foi uma amazona que participou de uma missão guerreira com várias outras amazonas para vingar o assassinato de Hipólita por Hércules e seus soldados. Quando os capitães de Hércules fugiram, foi ela quem os caçou. Dois soldados gregos a atacaram mas ela os matou (o segundo foi por ela sufocado). Ela atirou a lança no capitão Tiamidas, que a bloqueou com o escudo, mas a força o derrubou no chão e com seu machado de dupla lâmina, lábris, o decapitou.